# Tomtor
Tomtor (rusky Томтор) je obec ležící v republice Sacha v Rusku. Leží asi 570 kilometrů od města Ust-Nera, správního centra Ojmjakonského okresu a 30 km jihovýchodně od vesnice Ojmjakon, ve které byla 26. ledna 1926 naměřena nejnižší teplota na severní polokouli, a to -71,2 °C.
Na okraji obce se nachází regionální letiště, které je potřebné pro zásobování této těžko přístupné oblasti. Žije zde asi 1 300 obyvatel.